# Thyretes phasma
Thyretes phasma är en fjärilsart som beskrevs av Butler 1896. Thyretes phasma ingår i släktet Thyretes och familjen björnspinnare. Inga underarter finns listade i Catalogue of Life.